# Тимашов, Александр Сергеевич
Александр Сергеевич Тимашов (род. 1953) — советский хоккеист, защитник.

## Биография
Воспитанник пермского «Молота», пять сезонов (1970/71 — 1974/75) играл в команде в первой лиге. В первой половине следующего сезона провёл 12 матчей за «Динамо» Рига в высшей лиге. В сезоне 1976/77 играл в классе «Б» за «Металлист» Петропавловск.
Серебряный призёр чемпионата Европы среди юниорских команд 1972 года.